# Ornithacris cyanea
Ornithacris cyanea är en insektsart som först beskrevs av Stoll, C. 1813.  Ornithacris cyanea ingår i släktet Ornithacris och familjen gräshoppor.

## Underarter
Arten delas in i följande underarter:
- O. c. imperialis
- O. c. cyanea